# Arbués
Arbués ist ein spanischer Ort im Pyrenäenvorland in der Provinz Huesca der Autonomen Gemeinschaft Aragonien. Arbués ist ein Ortsteil der Gemeinde Bailo. Das Dorf auf 768 Meter Höhe hatte im Jahr 2015 elf Einwohner.

## Geschichte
Der Ort wird erstmals im Jahr 987 urkundlich überliefert.

## Einwohnerentwicklung
1877 = 380
1887 = 345
1897 = 330
1900 = 357
1910 = 326
1920 = 262
1930 = 266
1940 = 228
1950 = 165
1960 = 128
2000 = 20
2003 = 16
2006 =13
2008 =10
2009 = 9
2010 = 11
2015 = 11

## Sehenswürdigkeiten
- Pfarrkirche San Pedro aus dem 17/18. Jahrhundert, Teile des Langhauses sind vom romanischen Vorgängerbau erhalten